# Klosterkirche St. Marien und St. Cyprian (Nienburg)

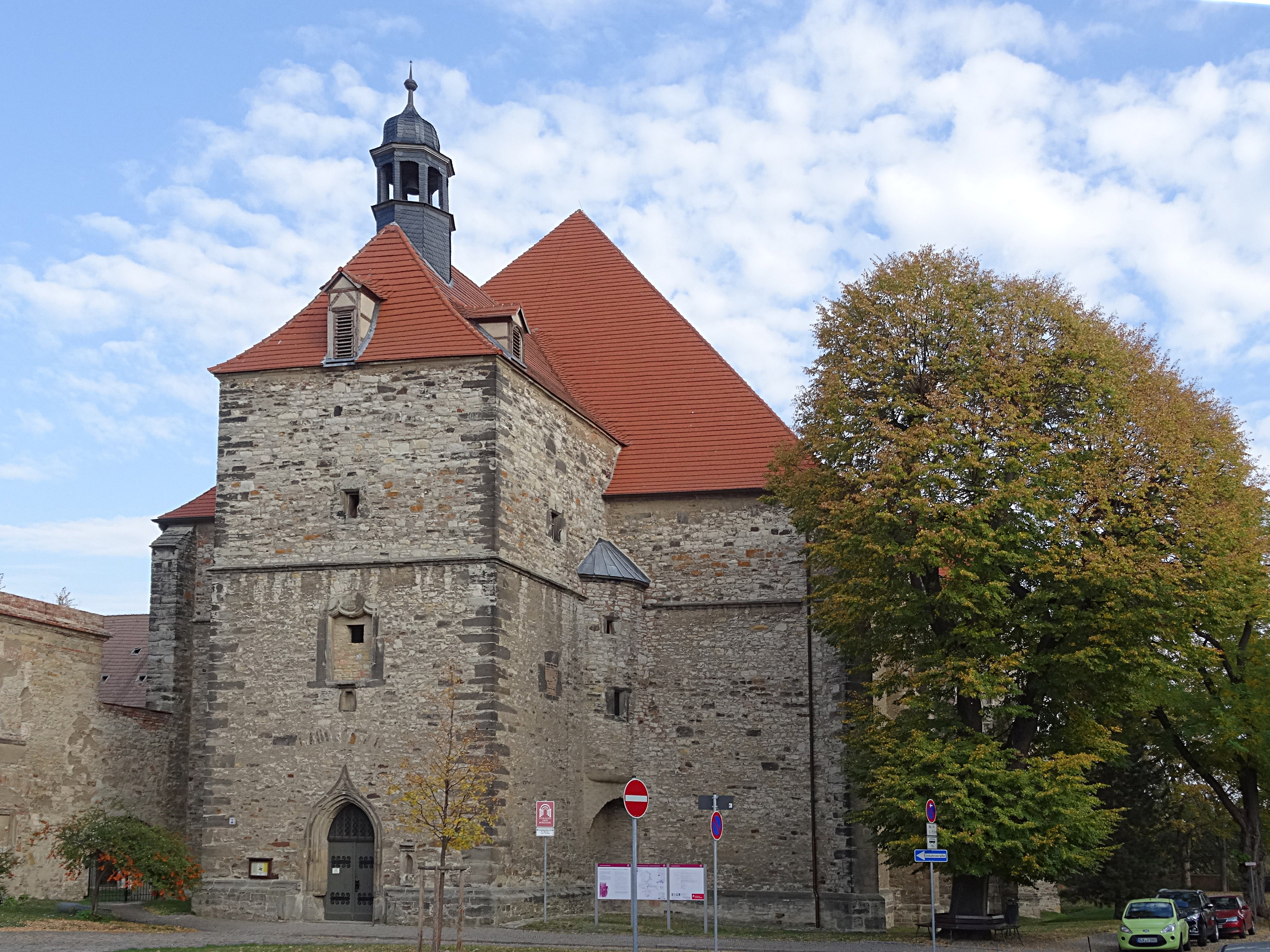
Klosterkirche St. Marien und Cyprian (Nienburg)

Die ehemalige Klosterkirche St. Marien und Cyprian ist eine gotische Hallenkirche mit spätromanischen Bauteilen in der Stadt Nienburg an der Saale im Salzlandkreis in Sachsen-Anhalt. Sie gehört zur Kirchengemeinde Nienburg im Kirchenkreis Bernburg der Evangelischen Landeskirche Anhalts und wird als Simultankirche ökumenisch genutzt. 
Auch als Klosterkirche Nienburg oder Schlosskirche Nienburg bekannt, ist sie eine Station der Straße der Romanik.

## Geschichte

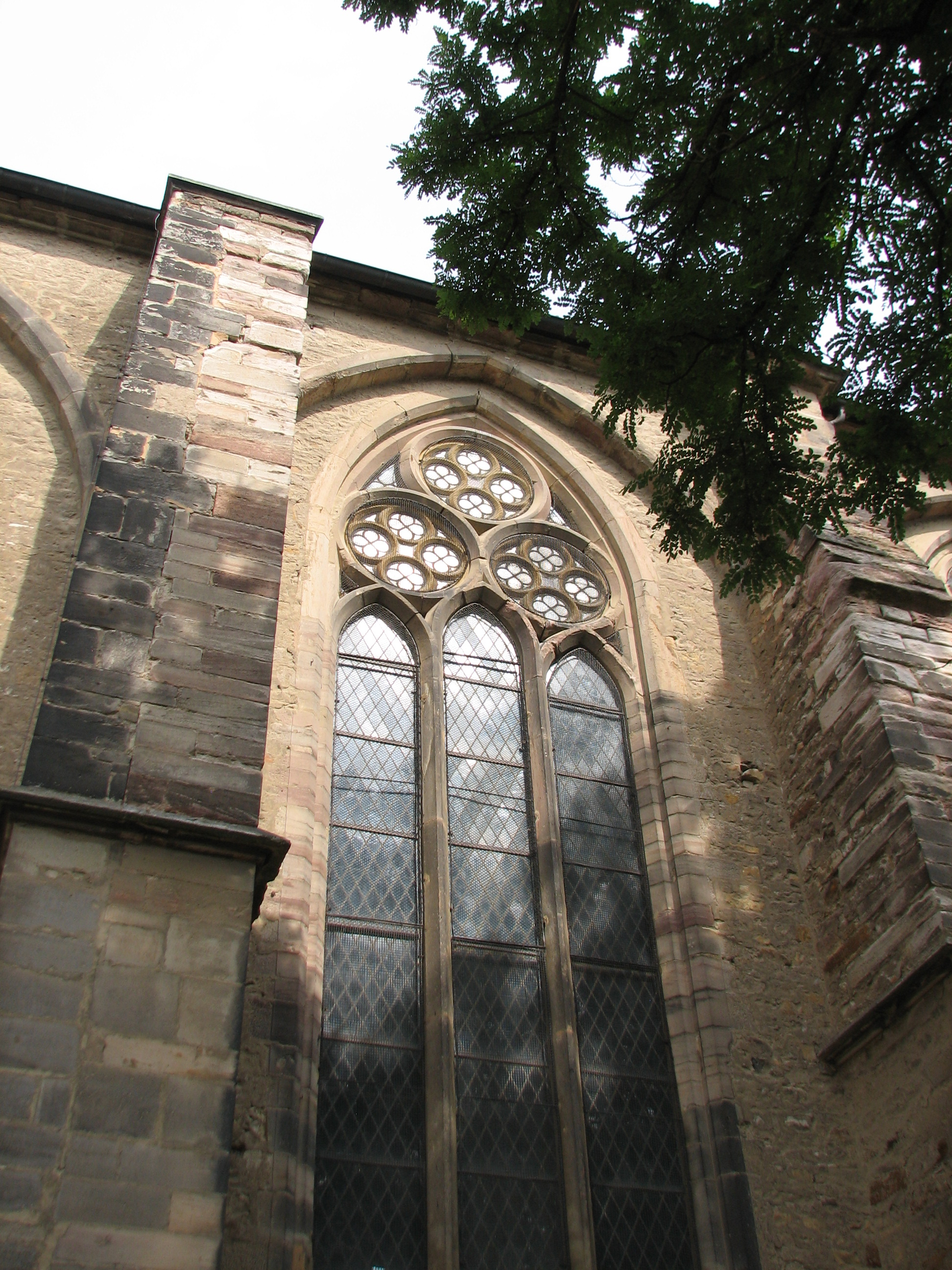
Fenster an der Südseite des Langhauses

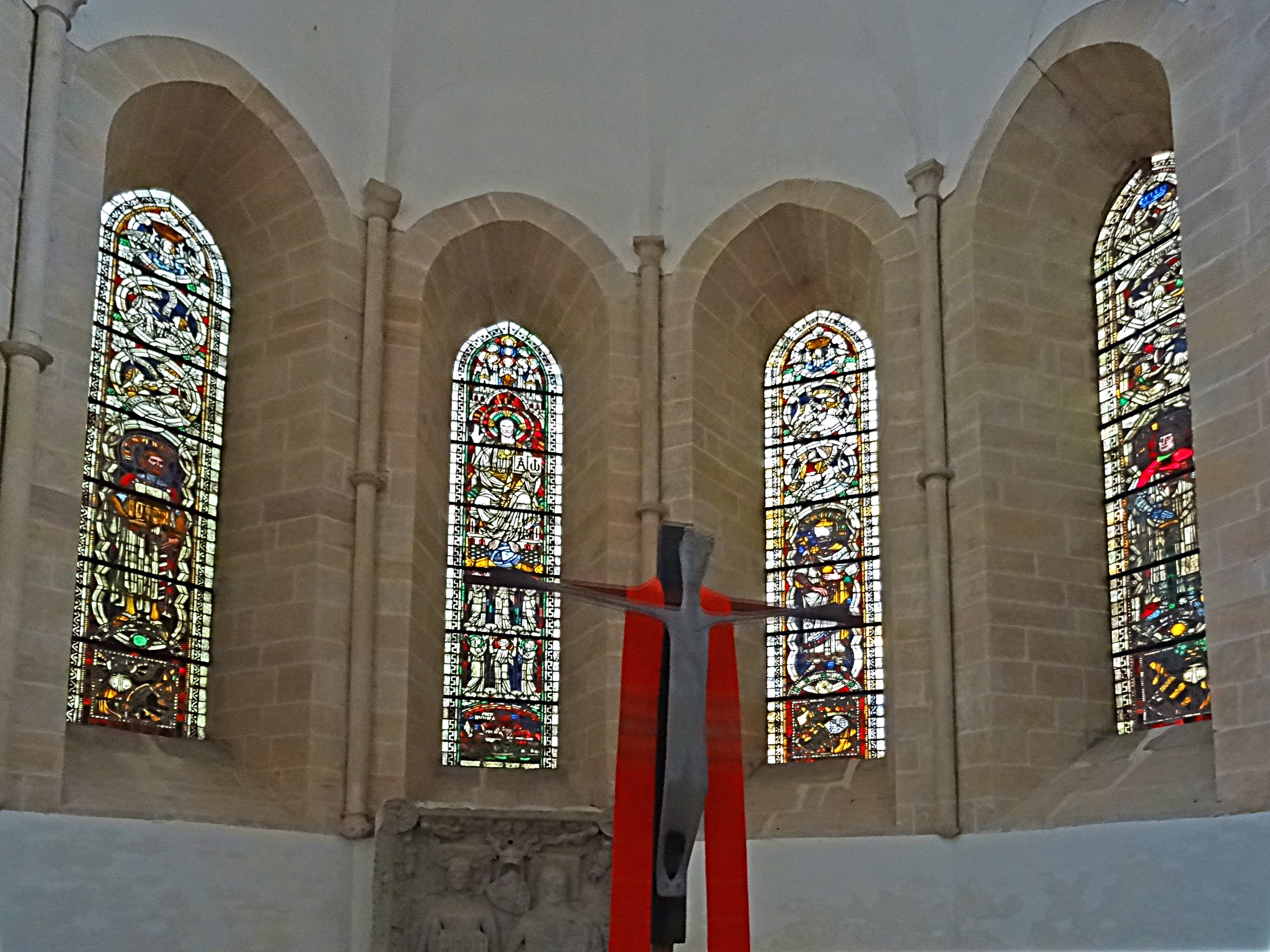
Buntglasfenster und Kruzifix

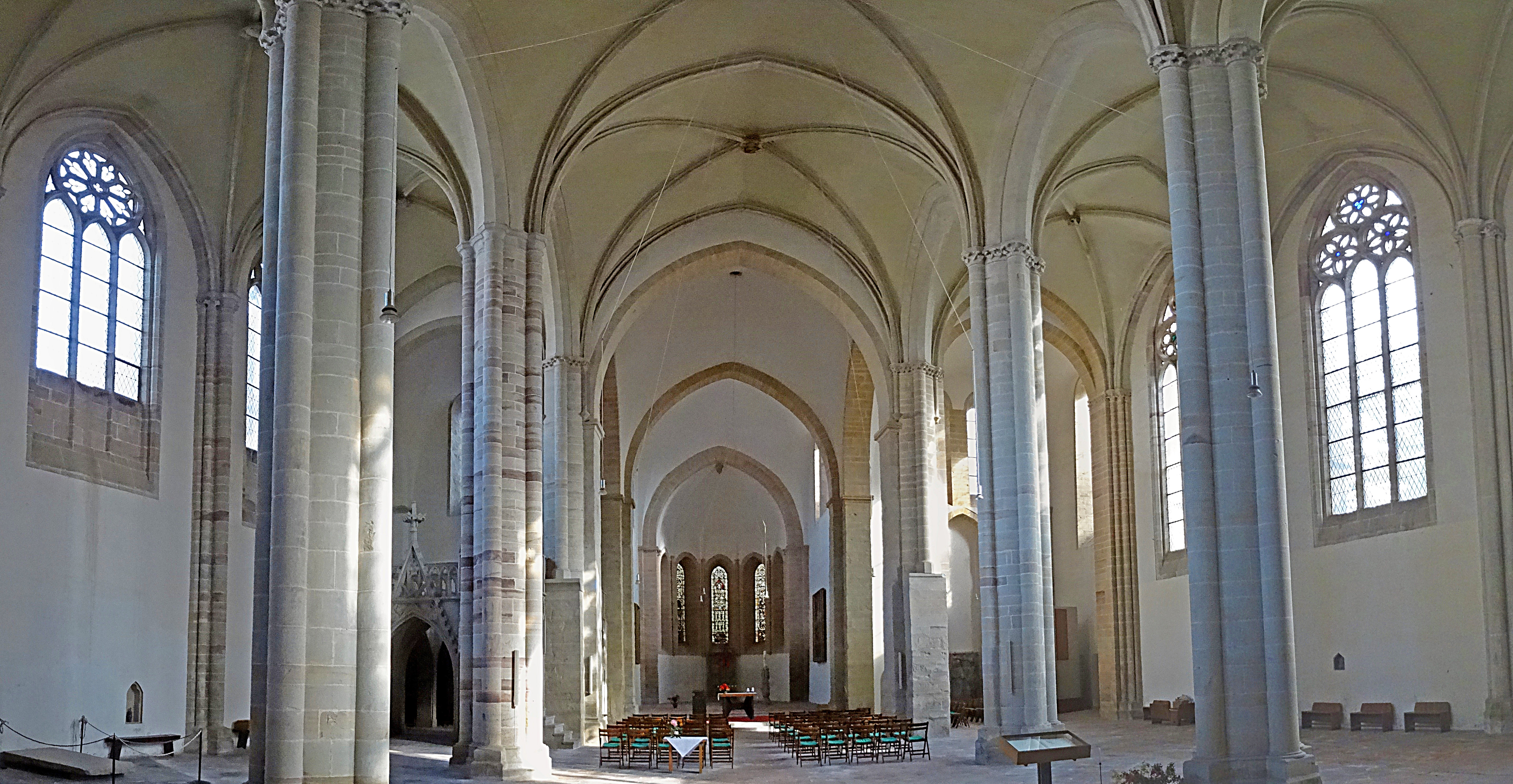
Innenansicht

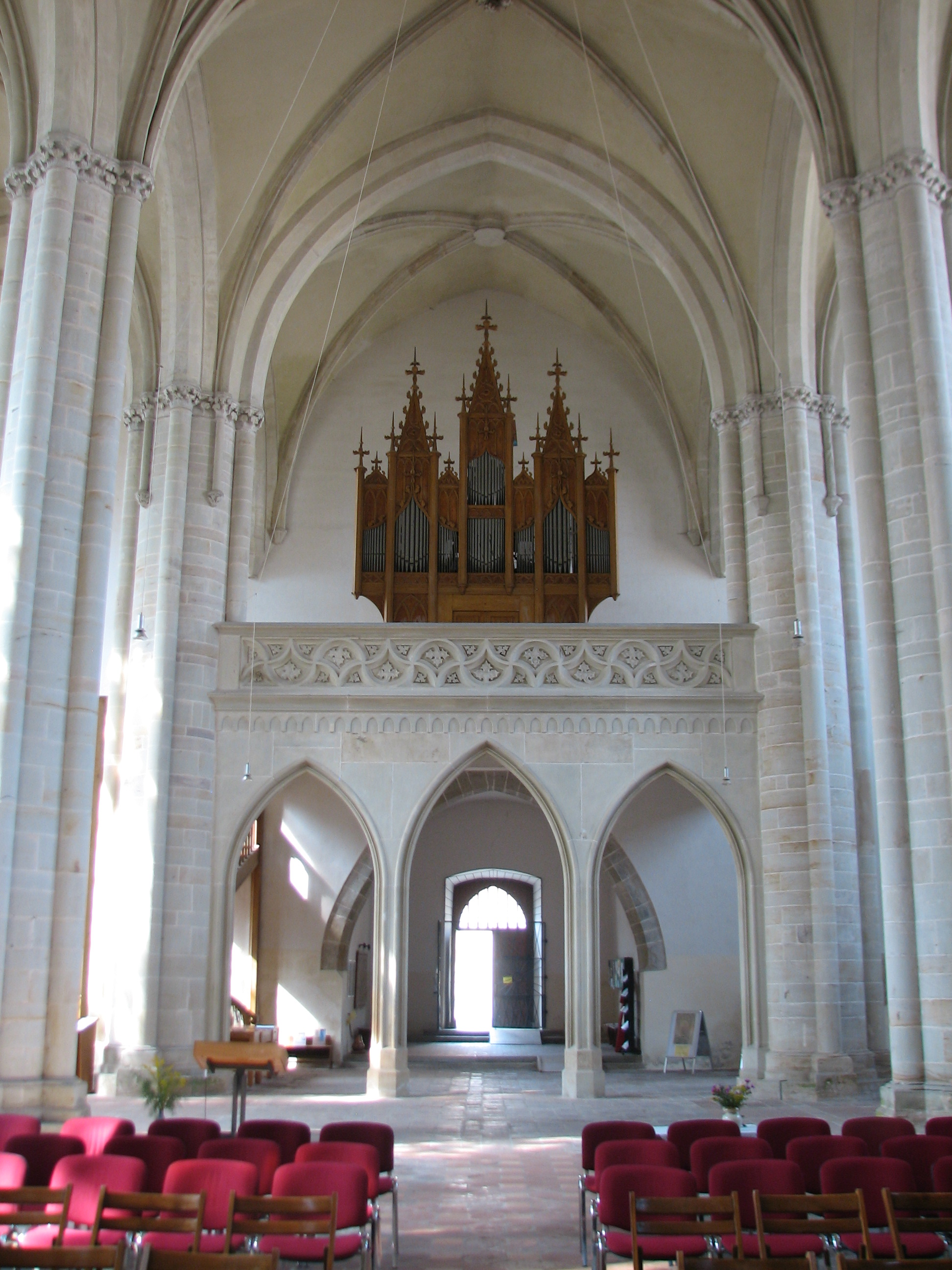
Innenansicht nach Westen

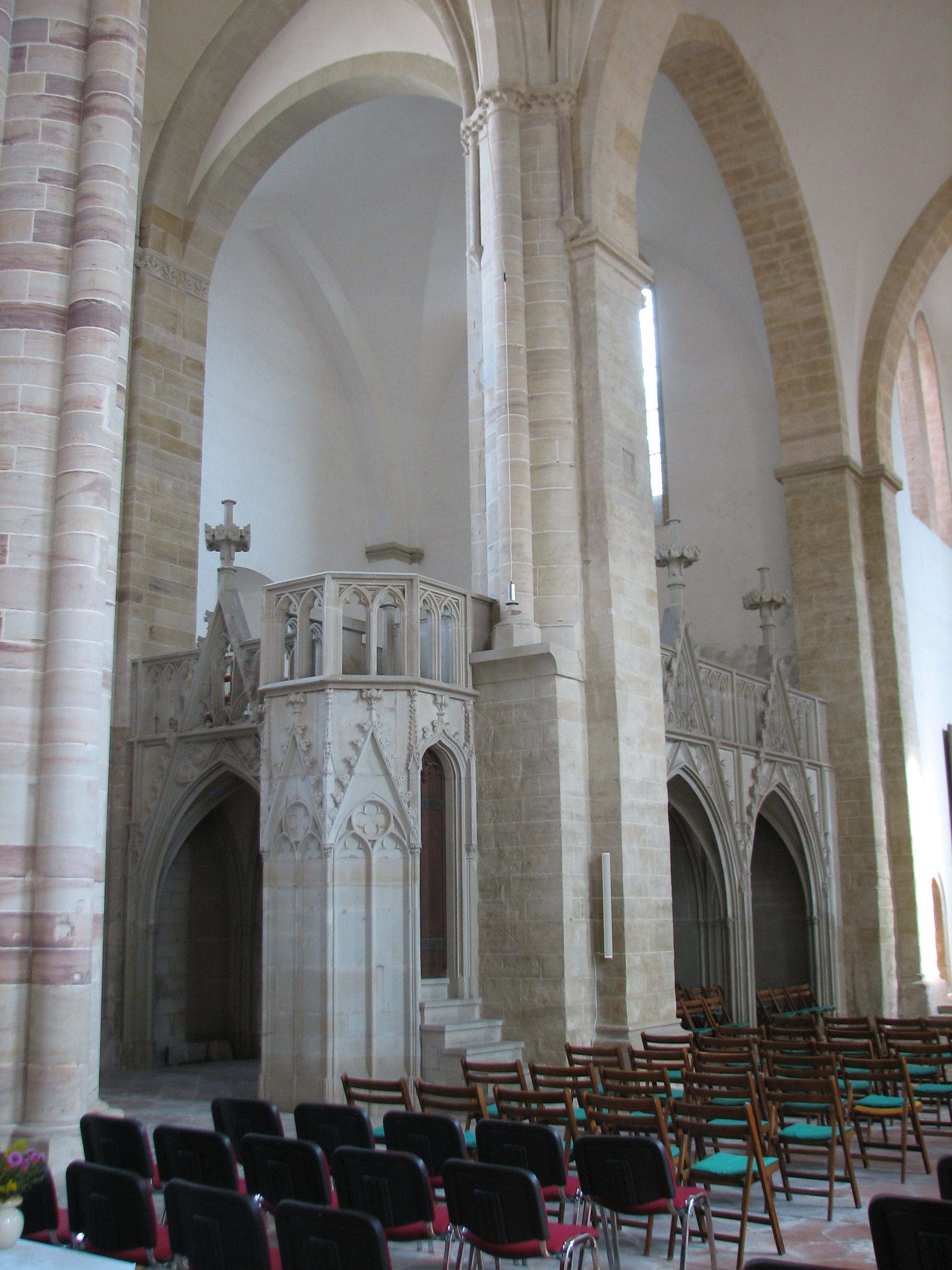
Neugotische Empore auf der Nordseite

Das Benediktinerkloster wurde zunächst 970 in Thankmarsfelde gegründet und 975 nach Nienburg verlegt. Die Kirche wurde 1004 geweiht und 1042 niedergebrannt. Von diesem Bau ist nur ein Fundamentrest unter dem südlichen Chornebenraum des heutigen Bauwerks erhalten. 
Der 1042–1060 errichtete Nachfolgebau des Klosters Nienburg wurde durch Kaiser Heinrich III. gefördert und hatte einen typisch sächsischen Grundriss mit kreuzförmiger Ostpartie aus Querhaus, Chorquadrat und drei Apsiden und dreischiffigem Langhaus mit Stützenwechsel. Dieses Bauwerk besaß im Westen einen Emporenquerbau und unter dem Chor eine Krypta, von der heute noch ein Fenster im südlichen Chornebenraum erkennbar ist. 
Nach einem Brand im Jahr 1242 folgte die Erneuerung der Kirche, bei der die Krypta aufgegeben und das Chorniveau abgesenkt wurde. Im Übrigen wurden die Mauern des Bauwerks aus dem 11. Jahrhundert weiter benutzt und erhöht; die Hauptapsis wurde fünfseitig erneuert. Zunächst war ein basilikales Langhaus beabsichtigt, wie ein niedriger Kämpfer an der Südseite des südwestlichen Vierungspfeilers zeigt.
Das Langhaus wurde jedoch nach erneutem Brand 1280 als dreischiffige, dreijochige Hallenkirche ausgeführt. Dieser Neubau sollte durch eine hochgotische Turmfassade im Westen abgeschlossen werden, wie die stärkeren Westpfeiler vermuten lassen. Stattdessen wurden um 1520 dem Langhaus ein viertes Joch und ein rechteckiger Westturm vorgelegt, der allerdings in der ersten Hälfte des 18. Jahrhunderts zur Hälfte abgetragen wurde. Im Jahr 1537 wurde das Dach der Kirche neu gedeckt. 
Das Kloster wurde 1552 säkularisiert. Ab etwa 1690 wurde die Kirche als Hofkirche verwendet. Restaurierungen und Grabungen erfolgten in den Jahren 1841–1853, 1926/27 und 1968–1971.

## Architektur
Das bestehende Bauwerk ist durch den frühgotischen Umbau aus Sandsteinquadern geprägt. Das Äußere ist schlicht bis auf sorgfältig ausgeführte Detailformen wie ein Blendenkreuz im Ostgiebel und ein kantiger Spitzbogenfries auf verzierten Kelchblockkonsolen an der Hauptapsis. In den Polygonseiten der Apsis ist je ein Lanzettfenster angeordnet; gleichartige paarige Lanzettfenster finden sich im Chorquadrat und in der Südwestwand des Querhauses, im südlichen Querhausgiebel sind gestaffelte Blendarkaden mit Kleeblattbögen zu finden.
Im Innern ist das Bauwerk in den Ostteilen durch schwere spitzbogige Gurtbögen auf kreuzförmigen Vierungspfeilern geprägt, welche mit schweren Kreuzgratgewölben geschlossen sind. Das muschelförmige Apsisgewölbe ruht auf schlanken Runddiensten mit Schaftringen und kelchförmigen Kapitellen. Auch die zweijochigen Chornebenräume sind mit Kreuzgratgewölben gedeckt. Sie besitzen an Stelle der Nebenapsiden flache spitzbogige Wandnischen. Auch das vermauerte Rundbogenportal in der Langhausnordwand zeigt die Formen des Übergangsstils zur Frühgotik.
Das nach 1282 erbaute Hallenlanghaus auf etwa quadratischem Grundriss ist nach dem Vorbild der Elisabethkirche in Marburg gestaltet, zeigt aber auch westfälische Einflüsse. Es ist der früheste gotische Hallenraum im östlichen Mitteldeutschland. Der schlichte und strenge Außenbau zeigt auf der Südseite dreiteilige Fenster mit Maßwerkkreisen; das mittlere Fenster ist durch Rosetten hervorgehoben. Im Norden finden sich auch sternförmige Motive ähnlich den Maßwerkformen des Mindener Doms. Unter den Fenstern verläuft kein Kaffgesims, demgegenüber finden sich oberhalb der Fenster Blendbögen zwischen den doppelt abgetreppten Strebepfeilern. Wasserspeier in Traufhöhe lassen den Schluss zu, dass einst querliegende Satteldächer über den Seitenschiffen vorhanden oder geplant waren. Im südlichen Westjoch findet sich ein zierliches spitzbogiges Säulenportal mit Kelchblattkapitellen.
Der Hallenraum des Langhauses zeigt innen eine lichte, wohlproportionierte Gesamtwirkung bei sorgfältiger Ausführung der Detailformen und ist mit den älteren Ostteilen harmonisch verbunden. Der Grundriss aus querrechteckigen Mittelschiffsjochen mit quadratischen Seitenschiffsjochen ähnelt dem von frühen westfälischen Hallenkirchen. Auch die Kombination von mittleren gebusten Gewölben mit etwas niedrigeren Seitenschiffsgewölben könnte auf Anregungen aus Westfalen zurückgehen.
Die Detailformen sind von der Elisabethkirche in Marburg beeinflusst. Die Rundpfeiler zeigen vier beziehungsweise fünf schlanke Dienste; an den Seitenwänden sind Dienstbündel aus drei Diensten zu finden. Die Kapitelle sind mit zwei lockeren Blattreihen geschmückt. Weiterhin sind Birnstabrippen und teller- oder ringförmige Schlusssteine mit figürlichen oder pflanzlichen Motiven vorhanden.
Das spätgotische Westjoch ist in den Formen dem älteren Bestand angeglichen. In der westlichen Turmfront findet sich ein Kielbogenportal mit gekreuzten Stäben und darüber ein vermauertes Vorhangbogenfenster.
Im westlichen Joch des südlichen Seitenschiffs liegen Bruchstücke eines spätromanischen Fußbodens in Stucktechnik, der über der Krypta des Vorgängerbaus gefunden wurde. Sie erlauben jedoch keine zuverlässige Rekonstruktion des ursprünglichen Bildes.

## Ausstattung
Die Ausstattung besteht aus einem polygonalen gotischen Taufstein aus Roßlau, einem Osterleuchter und mehreren Gemälden und Grabmalen. Das einzige erhaltene gotische Ausstattungsstück der Kirche ist ein 1840 ausgegrabener, sechseckiger Pfeiler mit Skulpturen, der als Osterleuchter gedeutet wird. Die reizvollen naiven Darstellungen der Monate sind als handwerklich oder bäuerlich gekleidete Figuren ausgeführt und zeigen französischen Einfluss.
Ein um 1600 entstandenes Gemälde zeigt Fürst Georg von Anhalt inmitten einer Golgathaszene. Ein von Lucas Cranach dem Jüngeren signiertes Gemäldeepitaph für die Fürstin Agnes von Barby († 1569) zeigt diese zusammen mit ihrem Ehemann Fürst Joachim Ernst von Anhalt, zwei Söhnen und vier Töchtern kniend vor dem Kruzifix in der Landschaft bei Bernburg.
Eine große Grabplatte für Fürst Bernhard III. von Anhalt († 1348) mit Frau zeigt ein reiches Relief. Die große Gedenkgrabplatte für den Stifter des Klosters Markgraf Thietmar und seinen Sohn ist wohl etwas älter, aber qualitätvoller und besser erhalten. Der Markgraf ist in schwerem, reich geschmücktem Rahmen mit seinem Sohn auf Kissen liegend dargestellt, dazwischen ihr Wappenschild.
Mehrere Figurengrabsteine aus dem 15./16. Jahrhundert mit Darstellungen der Verstorbenen, die zumeist Äbte des Klosters waren, als Ritzzeichnung oder im Flachrelief sind erhalten. Eine große neugotische steinerne Empore aus der Mitte des 19. Jahrhunderts ist im nördlichen Kreuzarm eingebaut. Gleichzeitig entstand auch die Orgelempore. Eine Bronzeglocke aus dem 13. Jahrhundert ist schließlich zu erwähnen.